# Grand Prix de Plouay féminin 2007
La 9e édition du Grand Prix de Plouay féminin a eu lieu le 1er septembre 2007. Il s'agit de la huitième et avant-dernière manche de la Coupe du monde de cyclisme sur route féminine. 

## Parcours

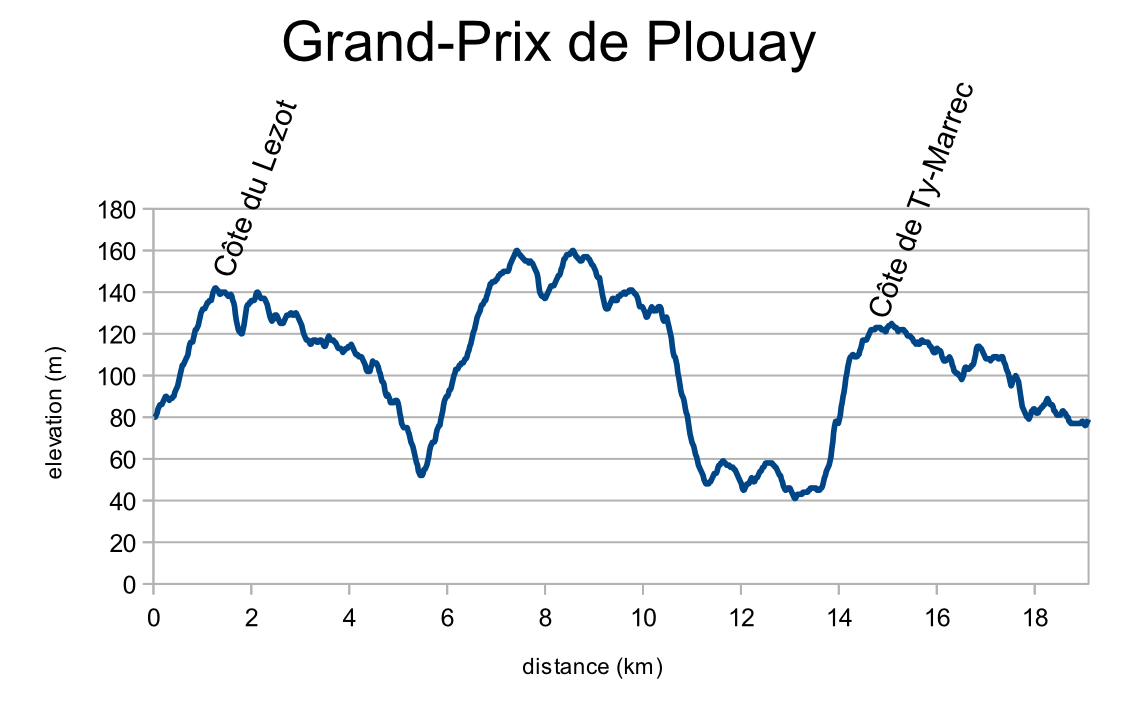
Profil du parcours

La course effectue six tours d'un circuit long de 19,1 km.

## Récit de la course
Les trois premiers tours sont parcourus à vitesse modérée. Jeannie Longo attaque mais se fait rapidement reprendre. Kori Seehafer accélère également plus tard mais connait le même sort. Marta Bastianelli part seule à trente-cinq kilomètres de la ligne. Chantal Beltman la rejoint. À vingt kilomètres de l'arrivée, dans la côte de Lézot, Marta Bastianelli, Noemi Cantele et Oenone Wood se détachent. La leader de la Coupe du monde Nicole Cooke part à leur poursuite et les rejoint au sommet de l'ascension. Dans la dernière ascension de la côte de Ty Marrec, Noemi Cantele accélère à trois reprises et distance ses compagnonnes d'échappée. Nicole Cooke gagne le sprint pour la deuxième place,.

## Classements

### Classement final
| \| Classement général \| Classement général \| Classement général \| Classement général \| Classement général \| \| Coureuse \| Coureuse \| Pays \| Équipe \| Temps \| \| ------------------ \| ------------------ \| ------------------ \| ----------------------------- \| ------------------ \| \| 1re \| Noemi Cantele \| Italie \| Bigla \| 3 h 14 min 00 s \| \| 2e \| Nicole Cooke \| Royaume-Uni \| Raleigh Lifeforce Creation HB \| + 28 s \| \| 3e \| Marta Bastianelli \| Italie \| Italie \| + 28 s \| \| 4e \| Oenone Wood \| Australie \| T-Mobile \| + 28 s \| \| 5e \| Giorgia Bronzini \| Italie \| Italie \| + 44 s \| \| 6e \| Monia Baccaille \| Italie \| Saccarelli EMU Marsciano \| + 44 s \| \| 7e \| Marianne Vos \| Pays-Bas \| DSB Bank \| + 44 s \| \| 8e \| Angela Hennig \| Allemagne \| Team Getränke-Hoffmann \| + 44 s \| \| 9e \| Susanne Ljungskog \| Suède \| Flexpoint \| + 44 s \| \| 10e \| Élodie Touffet \| France \| Menikini-Selle Italia-Gysko \| + 44 s \| |                   |             |                               |                 |
| |                   |             |                               |                 |
| Source : Cycling Quotient |                   |             |                               |                 |
| Classement général |                   |             |                               |                 |
| Coureuse | Coureuse          | Pays        | Équipe                        | Temps           |
| 1re | Noemi Cantele     | Italie      | Bigla                         | 3 h 14 min 00 s |
| 2e | Nicole Cooke      | Royaume-Uni | Raleigh Lifeforce Creation HB | + 28 s          |
| 3e | Marta Bastianelli | Italie      | Italie                        | + 28 s          |
| 4e | Oenone Wood       | Australie   | T-Mobile                      | + 28 s          |
| 5e | Giorgia Bronzini  | Italie      | Italie                        | + 44 s          |
| 6e | Monia Baccaille   | Italie      | Saccarelli EMU Marsciano      | + 44 s          |
| 7e | Marianne Vos      | Pays-Bas    | DSB Bank                      | + 44 s          |
| 8e | Angela Hennig     | Allemagne   | Team Getränke-Hoffmann        | + 44 s          |
| 9e | Susanne Ljungskog | Suède       | Flexpoint                     | + 44 s          |
| 10e | Élodie Touffet    | France      | Menikini-Selle Italia-Gysko   | + 44 s          |